# 오이즈미 다이키
오이즈미 다이키(일본어: 尾泉 大樹, 1989년 6월 30일 ~ )는 일본의 전 축구 선수이다.

## 구단 경력
과거 FC 기후에서 활동하였다.